# Вогні Фінікса

Схематичне зображення трикутника Вогнів Фінікса

«Вогні Фінікса», «Вогні над Фініксом» (англ. Phoenix Lights, Lights over Phoenix) — серії загадкових оптичних явищ, які спостерігали в небі над американськими штатами Аризона і Невада і мексиканським штатом Сонора 13 березня 1997 року. Вогні різного опису бачили тисячі людей між 19:30 і 22:30 MST, в просторі близько 300 миль від лінії Невада через місто Фінікс до меж Тусона. Існували дві різні події, що потрапили до центру уваги: трикутні формування вогнів над штатами, і ряд стаціонарних вогнів, які бачили в районі Фінікса. Повітряні сили США ідентифікували другу групу вогнів як спалахи літаків А-10 Warthog, які знижувалися і були на навчаннях біля військової бази Barry Goldwater Range на південному заході Аризони. Свідки стверджували, що спостерігали величезний НЛО квадратної форми, який мав вогні або двигуни, що випромінюють світло. Файф Сімінгтон, губернатор штату Аризона на той час, був одним зі свідків цього інциденту. Пізніше він назвав об'єкт «не від світу цього».
За повідомленнями, вогні знову з'явилися у 2007 і 2008 роках, але ці події були швидко пояснені (офіційна точка зору) військовими ракетами, які були скинуті літаком-винищувачем з Luke Air Force Base.

## Хронологія

### Початкові доповіді
Приблизно о 18:55 PST (6:55 PM PST), (19:55 MST [7:55 PM MST]), очевидець повідомив, що він бачив об'єкт V-форми над Гендерсоном, штат Невада. Він сказав, що об'єкт мав «розмір як у Boeing 747», шість вогнів на передньому краї та звучав як «стрімкий вітер». За повідомленнями, вогні летіли з північного заходу на південний схід.

### Інші свідчення
Близько 20:30 тисячі очевидців були свідками унікального явища в небі, яке не могли пояснити. Цей випадок є одним з наймасовіших спостережень у небі в одному з найбільших міст штату Аризона.
У об'єкта було 5 вогнів, що разом мали форму трикутника, зі слів очевидців, об'єкт був розмірів з авіаносця, такий що на нього можна було посадити 40 Boeing 747. Об'єкт проплив дуже близько до гори, із чого в очевидців склались враження про його гігантські розміри. Об'єкт стрімко рухався по небу, потім зупинився, трішки піднявся вище і різко зник в сторону Тускона, абсолютно без звуку.
О 21:00 об'єкт вже спостерігали в Тусконі, де очевидці описували, що бачили об'єкт темно-стального кольору, і повітря під ним коливалось.

## Спроби пояснити явище
Були спроби пояснити, що дане явище було:
1. Освітлювальними вогнями, які дійсно мали тоді місце, однак освітлювальні вогні були скинуті о 18:55, а сам об'єкт пролітав о 20:30.
2. Спроба описати це, як Boeing 747, однак об'єкт був розмірів, як 40 Boeing 747, і на авіабазі Люк повідомили, що того вечора над авіабазою не було ніяких польотів

## Роль Файва Сімінгтона

### Містифікація Сімінгтона
Файв Сімінгтон у 1997 був губернатором штату Аризона. Файв виступив на ранковому шоу «Добрий ранок, Аризона», де заявив: «Я організую повне розслідування, ми зробимо необхідний запит, пояснимо все до кінця, ми з'ясуємо, чи було це НЛО», а потім ввели в зал чоловіка, передягненого в «іншопланетного монстра» і Файв заявив, що люди — великі фантазери та ніяких марсіан не існує, все це супроводжувалось сміхом присутніх в залі, а також сміхом самого губернатора.

### Реакція очевидців на заяву Сімінгтона
Це викликало хвилю незадоволення серед очевидців цією насмішкою губернатора. Очевидці говорили: «Я знаю, що я бачив, і це не те, що ти мені говориш, що я бачив, я не бачив освітлювальних ракет, і не бачив винищувачів». І закликали працювати разом і спробувати з'ясувати, що це було, а не насміхатися над очевидцями наче ми всі сновиди.

### Розкаяння Сімінгтона
Через 20 років Симінгтон вирішив розкраятись у скоєному. 12 листопада 2007, на пресконференції, організатором якої був колишній губернатор штату Аризона Файф Сімінгтон, яка відбулася в Національному пресклубі у Вашингтоні. Дев'ятнадцять колишніх пілотів і військових та цивільних посадових осіб говорили про їхній досвід з НЛО і вимагали, щоб уряд США брав участь у новому дослідженні явища.
Файва Сімінгтона викликали давати свідчення на власно створеній комісії у 2007 році «комісія губернатора шт. Аризона Файва Симінгтона», На питання Біла Бернса, представника Хісторі ченел: «Ви давали пресконференцію в той час у Фініксі, чи був на вас тоді зовнішній тиск, щоб розслабити ситуацію так, як ви це тоді зробили? Або був хтось, хто вас проінструктував не давати коментарі з питання того що було?»
 — «Зовнішнім тиском для мене була реакція очевидців на те, що вони побачили в небі. Я маю на увазі, що преса нас просто тоді вже діставала, а люди, що приходили в мій офіс говорили, що ситуація наближена до масової істерії. У мене раніше ніколи такої ситуації не виникало, оскільки я працював в офісі вже певний час, і ніколи не бачив такої реакції, і тоді ми втроє вирішили трохи розбавити ситуацію. Зараз я намагаюсь сказати прямо: я ніколи не намагався нікого осміяти, мій офіс робив запит з питання походження об'єкта, і досі нам не надали відповідь. Я досі не знаю, що це було, як пілот і офіцер, я із впевненістю можу сказати, що цей корабель, не є одним з об'єктів які я міг бачити. І тепер я знаю, що не єдиний хто бачив це …»